# Tahnai Annis
Tahnai Lauren Annis y Rivera (Zanesville, Estados Unidos; 20 de junio de 1989) es una futbolista filipina nacida en Estados Unidos. Juega de centrocampista y su equipo actual es el Þór/KA de la Besta-deild kvenna de Islandia. Es internacional absoluta por la selección de Filipinas desde 2018, donde es capitana.

## Trayectoria
Annis comenzó su carrera a nivel universitario por los Florida Gators de la Universidad de la Florida entre 2008 y 2011.
En 2012 fichó en el Þór/KA de la Besta-deild kvenna de Islandia. Fue parte del plantel campeón en la temporada 2012, y fue elegida la mejor jugadora del club en la temporada 2013.
Dejó el club en 2014, pero regresó a este en 2023.

### Como entrenadora
Trabajó como entrenadora asistente para el equipo de fútbol femenino de la Universidad de Averett entre 2016 y 2017.

## Selección nacional
Debutó por la selección de Filipinas en la Copa Asiática Femenina de la AFC de 2018. Fue la capitana de la selección ganadora del Campeonato Femenino de la AFF de 2022.

### Participaciones en copas
| Copa                                     | Sede     | Resultado      |
| ---------------------------------------- | -------- | -------------- |
| Copa Asiática Femenina de la AFC de 2018 | Jordania | Fase de grupos |
| Copa Asiática Femenina de la AFC de 2022 | India    | Semifinales    |

## Clubes
| Club   | País     | Año           |
| ------ | -------- | ------------- |
| Þór/KA | Islandia | 2012-2014     |
| Þór/KA | Islandia | 2023-presente |

## Palmarés

### Títulos nacionales
| Título             | Club   | País     | Año  |
| ------------------ | ------ | -------- | ---- |
| Besta-deild kvenna | Þór/KA | Islandia | 2012 |

### Títulos internacionales
| Título                        | Club                   | País      | Año  |
| ----------------------------- | ---------------------- | --------- | ---- |
| Campeonato Femenino de la AFF | Selección de Filipinas | Filipinas | 2022 |

## Vida personal
Se graduó de la Universidad de la Florida en 2012 con un título de licenciatura en administración de empresas y en administración deportiva. 
Annis es abiertamente lesbiana, y es embajadora de la Athlete Ally.